# Periodismo para todos
Periodismo para todos (estilizado como PPT) fue un programa de televisión periodístico argentino, presentado por Jorge Lanata los domingos a la noche por Canal 13. El programa realizó informes de actualidad sobre la política argentina, teniendo una postura crítica hacia el peronismo y sobre todo, al kirchnerismo. Su contenido fue considerado crítico para con la presidencia de Cristina Fernández de Kirchner, y por tal motivo se han denunciado censuras por parte de cableoperadores y señales en las provincias de Tucumán, Formosa, Mendoza y Río Negro.
Salió al aire por primera vez el 15 de abril de 2012 a las 23:00 y en su primera emisión obtuvo una media de 16.3 puntos, alcanzando picos de 17 puntos de índice de audiencia, manteniéndose en promedio en esas mediciones. El programa del 21 de abril de 2013, correspondiente al siguiente al de las denuncias de La ruta del dinero K, midió 30.1 puntos de rating —con pico de 33.4—, siendo el más visto en la historia del ciclo, además de un índice de audiencia histórico para un ciclo periodístico.

## Formato
Los productores fueron Ricardo Ravanelli, Andrea Rodríguez y el gerente de noticias del canal Carlos de Elía. Diego Scott coordina el grupo de guionistas e imitadores, como el guionista Marcelo Birmajer.
Cada emisión del programa comenzaba con un monólogo stand-up en el que Lanata comenta sobre los acontecimientos políticos de la semana. Algunos medios aseguraban que este detalle ha sido incluido como un homenaje al humorista Tato Bores, quién supo realizar monólogos similares en su programa, también emitido los domingos por la noche. Los stand-ups cuentan con una parodia de la presidenta Cristina Fernández de Kirchner, realizada por la actriz Fátima Flórez, entre otras varias imitaciones de personajes políticos.
Posteriormente, el programa se desarrolló sobre la base de temas políticos relacionados con controversias del kirchnerismo. Se realiza una investigación de un tema pertinente, en la que se incluyen entrevistas y documentos. Para algunas emisiones en la primera temporada se realizaron producciones de mayor requerimiento técnico, como viajes y estadías en Angola y Venezuela.
En los primeros programas del ciclo, Fátima Flórez y Alexandra Larsson aparecían vestidas como enfermeras en un sketch cómico grabado con antelación con Lanata, donde parodiaban una sesión de diálisis renal como a las que él ―por padecer insuficiencia renal a causa de la diabetes― se somete con regularidad.
La cortina musical principal del programa era «Fuck You», de Lily Allen. Los seguidores del programa enviaban fotos haciendo el gesto del fuck you, que pronto se convertirían en un ícono del programa. Durante las dos primeras emisiones se realizaron entrevistas periodísticas a Mario Pergolini y Palito Ortega respectivamente.
Todos los lunes, en Telenoche, Julio Blanck, Joaquín Morales Solá, Eduardo van der Kooy y Nelson Castro discutían las repercusiones del programa de la noche anterior.

## Personal

Logo que estuvo presente en las primeras cuatro temporadas. En 2016, se cambió la estética, a tonos más azulados con fondos blancos.

### Coordinación de producción
- Juan Meiriño
- Bárbara Lanata

### Producción
- Florencia Bauzada
- Emir Gerbasi
- Lila Ledo
- Mavi Bourdieu

### Investigación periodística
- Luciana Geuna
- Nicolás Wiñazki
- Mariel Fitz Patrick
- Rodrigo Alegre
- Maximiliano Heiderscheid
- Gastón Cavanagh
- Gustavo Barco
- María Eugenia Duffard
- Cecilia Boufflet
- Martina Perdiguero
- María Julia Oliván
- Ignacio Otero
- Mario Peredo /camarógrafo
- Enrique Clur / camarógrafo

## Sketches
El 9 de julio de 2017 durante la llegada del programa, se estrenó una sitcom protagonizada por actores imitando a políticos:
- Laura Bruni como Cristina F. de Kirchner y María Eugenia Vidal
- Martín Bilyk como Rodríguez Larreta, Aníbal Fernández, Lilita Carrió, Axel Kiciloff, Javier Milei
- Emiliano Senas como Mauricio Macri, Sergio Massa, Santiago Cafiero
- Mareke como Daniel Scioli, Hebe de Bonafini, Diego Maradona, Alberto Fernández
- Gladys Florimonte como Christine Lagarde, Alicia Kirchner, Patricia Bullrich, Gabriela Cerruti
- Gabriel Almirón como Claudio Bonadío, Roberto Baradel
- Christian Alonso como Máximo Kirchner, Hugo Moyano
- Javier Vázquez como Durán Barba, Nicolás Maduro
- Ariel Tarico como Alberto Fernández

#### The House of Grieta
Hacen una parodia de House of Cards acerca de Cristina Fernández de Kirchner (Laura Bruni) y Mauricio Macri (Emiliano Senas) como enemigos eternos sobre una grieta. Fue estrenado desde el 9 de julio hasta el 26 de noviembre de 2017.

#### Verano del 18
Esta parodia de Verano del 98 está ambientada en una escuela donde se habla de política y otros temas, un segmento en el que convivieron alumnos de dos colegios: Ñuman es cool y El hombre nuevo. Al primero asistían Mauricio Macri, María Eugenia Vidal, Patricia Bullrich y Durán Barba. En el otro estaban Cristina Kirchner, Máximo Kirchner, Daniel Scioli como estudiantes y Roberto Baradel como delegado sindical. Fue estrenada durante la temporada de PPT emitida desde el 20 de mayo al 9 de diciembre de 2018.

#### Argentina, tierra de rencor y venganza
Su parodia de Argentina, tierra de amor y venganza se ambienta en Buenos Aires del 2020 en los tribunales de Comodoro Py cuando Cristina Fernández de Kirchner hace de jueza junto a Alberto Fernández como su títere, junto a Máximo Kirchner y Hebe de Bonafini hacen todo tipo de juicios a varios funcionarios de Cambiemos, en especial a Mauricio Macri. Estrenado desde el 26 de mayo al 4 de agosto de 2019 antes de las elecciones de la semana que viene.

#### Peronismo para todos
Parodia de PPT sobre ironía política con Kirchner y Macri junto a un elenco de actores. Estrenado desde el 18 de agosto hasta el 22 de septiembre de 2019 en la misma temporada antes del posible levantamiento del programa de la semana que viene debido al problema de salud que tiene Lanata.

#### ¿Y dónde está el piloto?
Parodia de la película de 1980 del mismo nombre. Sergio Massa viaja como piloto desde el avión Tango -1 (parodia del avión Tango 01) junto a Cristina Fernández de Kirchner, Alicia Kirchner (como azafata), Alberto Fernández y elenco. Estrenado desde el 29 de mayo al 27 de noviembre de 2022.

#### La casa del terror
Parodias de varias películas del género thriller. La Casa Rosada está embrujada con ventanas tapiadas rodeada de muertos vivientes atacando a varios políticos a la vista. Estrenado desde el 4 de junio de 2023.

## Secciones

### Soldaditos
Parodia con muñequitos

### El boludo de la semana
Es una sección en la cual dan pistas y después revelan al personaje.

### Pink House
Jorge Lanata llama a “la infiltrada en la Pink House” (Jessica Bossi; ahora Maria Julia Olivan), quien cuenta que pasa en el Gobierno Nacional.

### El arbolito de Boufflet
Un árbol donde se encuentra dentro la especialista en economía, Cecilia Boufflet, para hablar del dólar.

### Declaración Jurada Ilustrada
ir a la casa del candidato para que la gente que está del otro lado diga ‘mirá cómo vive tal'. Si tiene una casa de fin de semana, también mostrarla, si tiene una casa en la playa también mostrarla, mostrar lo que el candidato declaró.

### La Prueba
Maru Duffard le hace una prueba de cultura general al candidato.  

### Compra pochoclos
Luciana Geuna

## Informes

### La ruta del dinero K
En la primera emisión de 2013, el domingo 14 de abril, presentaron un informe que llamaron “La ruta del dinero K” sobre el presunto dinero negro que el empresario Lázaro Báez, íntimo amigo y socio del expresidente Néstor Kirchner, giró al exterior en operaciones sospechadas de lavado de dinero de la corrupción. Como resultado la Justicia realizó varios allanamientos.
Lázaro Báez ya tenía denuncias desde 2010 por presunta documentación fraudulenta por la supuesta emisión de facturas truchas por 300 millones de pesos. Gracias a la ley de blanqueo de capitales promulgada en diciembre de 2008, el empresario Báez, denunciado ya por la AFIP, había logrado blanquearse y no cumplir la pena exigida por la ley.

#### Caso judicial
El 17 de abril de 2013, comienza el proceso judicial argentino conocido como Caso Lázaro Báez, en el que se denuncia lavado de dinero, asociación ilícita y encubrimiento.
Leonardo Fariña y Federico Elaskar, en diferentes medios desmintieron sus dichos iniciales, se desdijeron y señalaron que le habían mentido a Lanata, sobre Báez. Por los dichos que lo vincularon con sobreprecios en la obra pública, defraudación impositiva y fuga de divisas. Todos hechos que según los citados el expresidente Néstor Kirchner no sería ajeno. que la denuncia lavado de dinero, asociación ilícita y encubrimiento, involucrando a Lázaro Báez, también una serie de sospechas sobre corrupción en los gobiernos presidenciales de Néstor Kirchner y de Cristina Fernández de Kirchner.
Báez demandó penalmente a Fariña y Elaskar, por difamación en 2013.
El horario de los partidos de fútbol que se televisan en Fútbol Para Todos que en 2012 se había adelantado para evitar, dados los hechos de inseguridad ocurridos de noche, que finalicen tarde, fue modificado por la Asociación del Fútbol Argentino, que dispuso en mayo de 2013 que Boca Juniors y River Plate, alternativamente, jueguen cada domingo a las 21,30 horas en partido que es televisado por el programa Fútbol Para Todos. Gabriel Mariotto, vicegobernación de la provincia de Buenos Aires, había admitido que el cambio obedecía a una pelea por la cantidad de televidentes. Autoridades de los dos clubes criticaron la medida y el vicegobernador de la Provincia de Buenos Aires y expresidente de la Autoridad Federal de Servicios de Comunicación Audiovisual (AFSCA), encargada de regular los medios de comunicación en la Argentina explicó que 

"la decisión de cambiar de horario los partidos es por rating y para competir contra un buen programa como el de (el periodista Jorge) Lanata".

Periodismo Para Todos nunca perdió en su competencia por la audiencia frente a Fútbol para todos. Al domingo siguiente que se dejó de emitir Periodismo para todos en 2014, Fútbol para todos comenzó en horario más temprano.

### Fronteras sin control
El domingo 2 de junio realizó un informe en el que mostró cuan fácil es cruzar la frontera hacia Bolivia, Uruguay, Paraguay o Brasil llevando dinero o cualquier otro producto sin que nadie se entere.

### Trata y prostitución
El domingo 9 de junio de 2013 realizó una serie de informes en los que se investigó la red de trata y prostitución de personas en la Argentina. También presentó el cuarteto "No pesa nada", canción que habla sobre la ruta del dinero K. En esta emisión se alcanzaron picos de 23.3 puntos de índice de audiencia.

### La ruta del dinero K
El domingo 16 de junio de 2013 continuó con el informe de La ruta del dinero K mostrando videos en los que se veía cómo se llevaron los documentos y pruebas antes del allanamiento en la financiera La Rosadita que funcionaba en el edificio Madero Center, donde vive el vicepresidente Amado Boudou y la presidenta Cristina Fernández de Kirchner tiene varias propiedades.

### Las propiedades que los K compraron en la Dictadura
El domingo 23 de junio del 2013 analizó el crecimiento exponencial de la fortuna de los Kirchner investigando el origen de su patrimonio. Estuvo primero en el índice de audiencia.

### Contratos millonarios
El domingo 30 de junio mostró cómo a través del ministerio de Planificación se financiaron varias productoras de TV para hacer ciclos con presupuestos millonarios y los contratos que firman los músicos que se presentan en actos oficiales y como se desviaron fondos del presupuesto oficial para empresas privadas pertenecientes a funcionarios del estado.

## Controversias sobre los informes

### Denuncias por censuras
En varios episodios, el conductor denunció censura debido a que el programa no es emitido por canales de aire en las provincias de Mendoza, Tucumán, Río Negro, o se pasa a horas de la madrugada. Un exconcejal radical de la localidad tucumana de Simoca declaró que la censura es un hecho generalizado en Tucumán.
Osvaldo Nemirovsci, titular de Televisión Digital Argentina, consideró que «los canales del interior no tienen ninguna obligación de retransmitir este programa» y se mostró partidario de impulsar nuevas producciones locales, en referencia a las denuncias realizadas.
Durante la emisión del programa del 19 de agosto de 2012, la página web de Canal 13 fue hackeada, hecho que Lanata denunció como censura.

### Informe Víctor Hugo Morales
En uno de los programas de la primera temporada, Jorge Lanata habló sobre Relato oculto, las desmemorias de Víctor Hugo Morales, un libro escrito por los periodistas Leonardo Haberkorn y Luciano Álvarez, en donde denuncia supuestos vínculos entre el periodista uruguayo Víctor Hugo Morales con la dictadura de aquel país, y a su vez hubo entrevistas con Juan Carlos Grosso y el comandante Jorge Rosales.
El lunes siguiente el periodista uruguayo respondió a las críticas y reconoció haber entablado una relación con el jefe de cuartel Juan Carlos Grosso, pero asimismo argumentó que se trataba de una operación mediática en su contra, como también «un viejo truco de la derecha».

### Informe sobre Luis D'Elía
El 21 de octubre de 2012, Lanata denunció al exsubsecretario de Tierras para el Hábitat Social, Luis D’Elía, por estafar a un barrio entero: el barrio «San Javier» (en realidad el San Francisco Javier, en La Matanza, en el Gran Buenos Aires). Entrevistó a varios vecinos, que declararon que D'Elía había creado una cooperativa, compró un terreno (a nombre de esa cooperativa), cobró las cuotas que pagaron 1500 familias para tener su parcela pero nunca les dio las escrituras.
D’Elía había prometido que los «certificados de posesión de viviendas» comenzarían a entregarse en diciembre de 2012.
El mismo programa mostró los recibos de sueldo de los hijos de Luis D’Elía por cifras mucho más altas que el resto de los empleados de la Ansés (Administración Nacional de la Seguridad Social). Estos recibos mostraron como los cinco hijos de D'Elía cobraban, más de 50 mil pesos entre todos a pesar de tener sólo entre 18 y 22 años de edad. En julio, con ingresos extras, los cinco juntos percibieron casi 100.000 pesos.
Al día siguiente, D’Elía afirmó por la red social Twitter que un grupo de periodistas que se presentaron como productores del programa Periodismo para todos les habían ofrecido 500 pesos (equivalente a 100 dólares estadounidenses)a los vecinos para que hablaran mal del dirigente.
En el programa periodístico de Gustavo Sylvestre del canal A24 se indicó que la persona que denunció la venta de terrenos se encuentra en la política, vinculado a Eduardo Buzzi.
Estos no fueron los únicos incidentes del programa con la cobertura del informe. En el mismo envío, Lanata sostuvo que los hijos del dirigente social Luis D’Elía cobraban sueldos altos de la Ansés.
La Ansés emitió un comunicado de prensa en el cual desmintió la información dada por el programa, sosteniendo que se encuentran «en las mismas condiciones que el resto de los empleados de la Ansés».
Los tres gremios de la actividad estatal, UPCN, Secafpi y ATE, emitieron un comunicado para «desmentir la información dada por el programa Periodismo Para Todos, perteneciente al Grupo Clarín».
D’Elía mostró los recibos de sueldo de sus hijos, de no más de 8000 pesos.
En parte del informe también, se le atribuyó un chiste de connotación racial hacia la comunidad boliviana, que luego resultó estar fuera de contexto, ya que en la entrevista D'elia sólo ejemplificaba un chiste "común entre las clases altas", hecho que denunció al día siguiente en diferentes programas de televisión.

### Informe sobre la situación en la provincia de Formosa
El domingo 5 de agosto de 2012, el programa Telenoche ―de Canal 13― realizó un informe acerca del barrio Nam Qom (suburbio de la ciudad de Formosa donde viven familias pertenecientes a la etnia kom), que mostraba que los pobladores vivían de manera precaria, sin agua corriente, sin prestaciones de salud, y con baños fuera de sus casas.
El 8 de agosto de 2012, el periodista formoseño Alejandro Crivisqui se situó en el mismo lugar del barrio Nam Qom donde la cámara del noticiero porteño había tomado las imágenes, y con solo mover la cámara un poco a la derecha, mostró el centro de salud del barrio. Después ingresó en las casas y mostró cómo viven con agua corriente y energía eléctrica. Un poblador explicó ante las cámaras que ―debido a su cultura―, los kom no quieren tener los baños dentro de sus casas.
El domingo 19 de agosto de 2012, Lanata analizó las denuncias de censura y corrupción contra el mandato de veinte años del gobernador de Formosa, Gildo Insfrán, en donde también entrevista a Félix Díaz, integrante de la comunidad qom, quien denunció represión a protestas sociales. Respecto a Crivisqui, lo comparó con el Metro Patrón de París. "Es como el metro perfecto", dijo. Y, refiriéndose a Crivisqui. "bueno, este es el boludo perfecto. Yo realmente creo que si uno exprime una gota de pelotudo en el vacío, esa gota de pelotudo en el vacío absoluto es este idiota que se llama Crivisqui".
En ese mismo programa, Lanata hizo un informe sobre la situación de la provincia de Formosa, donde afirmó que la tasa de mortalidad infantil de Formosa es del 17,8 por ciento (o 178 por mil) y la comparó con la mortalidad infantil de Chile, donde había sido del 23,7 por mil (en 1985), y con la de Estados Unidos, que había sido del 22,7 por mil (en 1970). Sin embargo, según los datos oficiales del primer semestre de 2012 elaborados por el Ministerio de Desarrollo Humano de Formosa, expresaba que la tasa de mortalidad infantil  era del 16 por mil. El núcleo de la denuncia radicaba justamente en el falseamiento de los índices que le atribuía al gobierno de Gildo Insfrán.
Crivisqui entrevistó al exdirector del INTI Enrique Martínez, quien refutó los dichos de Lanata acerca de las cifras de mortalidad infantil, basándose en los índices publicados por el Ministerio de Desarrollo Humano de Formosa.
Juan Carr, creador y presidente de la organización no gubernamental Red Solidaria y candidato al premio Nobel de la Paz, quien misionó entre los indios wichis y pilagá también habría desmentido los números mencionados por Lanata.
De acuerdo al Ministerio de Desarrollo Humano de Formosa la tasa de mortalidad infantil en esa provincia, a pesar de ser peor que la media del país, sería mejor que la de todas las provincias del  noreste argentino. Además, Lanata había dado datos completamente alejados de los recabados en el último censo de 2010. Lanata dijo que el 90,5 % de los hogares del departamento Ramón Lista (Formosa) carece de agua de red, pero en el censo consta el 49 % (un 85 % de «error»). Lanata dijo que el 90 % de los residentes del departamento Ramón Lista son aborígenes y el resto son criollos, pero en el censo consta el 57 % (un 58 % de error). Lanata dijo que el 83 % de los formoseños mayores de edad no terminó la escuela primaria, pero en el censo consta el 57 % (un 46 % de error). Lanata dijo que el 41 % de los formoseños mayores de 5 años nunca fue a la escuela, pero en el censo consta el 3,1 % (un 1223 % de error).
El 25 de agosto de 2012, el periodista formoseño Alejandro Crivisqui realizó una denuncia contra Lanata y la producción del programa por incitación a la violencia antisemita en el INADI (Instituto Argentino contra la Discriminación, la Xenofobia y el Racismo), además de denunciarlo por los dichos agraviantes de Lanata, que consideró a Formosa como «un lugar que queda en el orto del mundo». También tras los dichos de Lanata acerca de la provincia que consideró como «un lugar que queda en el orto del mundo», la senadora formoseña Graciela de la Rosa (del FPV) argumentó que aquella emisión del programa fue un «desprecio hacia el pueblo formoseño... Es bastante difícil dar una opinión sobre el programa de ayer, que fue muy pobre, con una falta de realidad y de verdad increíble». Ninguna de las dos denuncias llegó a tener trámite legal y fueron archivadas.

### Informe sobre vecinos que aparecen en videoconferencias
En la emisión del domingo 3 de junio de 2012, Lanata afirmó que las personas del lugar que hablan con la presidenta Cristina Fernández de Kirchner en las videoconferencias no son elegidas al azar en el momento como se hace parecer sino que se seleccionan previamente a la manera del casting de una producción entre referentes locales. Así la vecina de Tucumán que agradecía emocionada la casa que recibía era auditora de la obra social de la provincia, el trabajador de Olavarría de quien la presidenta dijo que no era un político, es el vicepresidente del Partido Justicialista local y la vecina de Merlo y el productor rural de General Lamadrid que la elogiaron habían sido candidatos a concejal por el Frente para la Victoria. Con Salustriana Gerónimo de La Quiaca la presidenta trajo el tema del subterráneo de Buenos Aires pero por los malentendidos causados por el retardo de la transmisión no llegaron a hablar de ellos. La producción la entrevistó y ella se rio de esos malentendidos y dijo que en la zona necesitaban rutas.
Luego, Salustriana Gerónimo declaró a los medios locales que nadie le indicó lo que debía decir a la presidenta, que quienes la entrevistaron no le dijeron que pertenecían a un programa del Grupo Clarín y que tergiversaron lo dicho en la entrevista, sacándola de contexto.

## Audiencia
Periodismo para todos se emite desde el 15 de abril de 2012, siendo hasta ahora todos programas regulares y un especial (en marzo de 2016). Su marca más alta en cuanto a audiencia, fue de 30.1 puntos de rating, el 21 de abril de 2013, en el marco de las denuncias de la "Ruta del dinero K". Por otro lado, la media más baja que registró el programa fue de 7.1 puntos, el día 3 de junio de 2018, domingo que compitió con la entrega de los Premios Martín Fierro.
El programa de Lanata también es seguido en vivo por el sitio web de eltrece, llegando por ejemplo la emisión del 17 de junio de 2012, a más de 43 000 espectadores.

## Temporadas
| Primera                  | 35 | 15 de abril de 2012 | 16 de diciembre de 2012  | 23:00 | Canal 13 | Canal Sur |
| Segunda                  | 34 | 14 de abril de 2013 | 8 de diciembre de 2013   | 22:00 | Canal 13 | Canal Sur |
| Tercera                  | 32 | 13 de abril de 2014 | 30 de noviembre de 2014  | 22:00 | Canal 13 | Canal Sur |
| Cuarta                   | 23 | 31 de mayo de 2015  | 29 de noviembre de 2015  | 22:00 | Canal 13 | Canal Sur |
| Especial #1: «El K-Jero» | 1  | 20 de marzo de 2016 | 20 de marzo de 2016      | 22:00 | Canal 13 | Canal Sur |
| Quinta                   | 22 | 3 de julio de 2016  | 27 de noviembre de 2016  | 21:30 | Canal 13 | Canal Sur |
| Sexta                    | 20 | 9 de julio de 2017  | 26 de noviembre de 2017  | 22:00 | Canal 13 | Canal Sur |
| Séptima                  | 30 | 20 de mayo de 2018  | 9 de diciembre de 2018   | 22:00 | Canal 13 | Canal Sur |
| Octava                   | 16 | 26 de mayo de 2019  | 22 de septiembre de 2019 | 22:00 | Canal 13 | Canal Sur |
| Novena                   | 27 | 31 de mayo de 2020  | 29 de noviembre de 2020  | 22:00 | Canal 13 | Canal Sur |
| Décima                   | 26 | 6 de junio de 2021  | 28 de noviembre de 2021  | 22:00 | Canal 13 | Canal Sur |
| Undécima                 | 38 | 22 de mayo de 2022  | 27 de noviembre de 2022  | 22:00 | Canal 13 | Canal Sur |
| Duodécima                | 27 | 4 de junio de 2023  | 26 de noviembre de 2023  | 22:00 | Canal 13 | Canal Sur |

## Especiales
El 20 de marzo de 2016 salió al aire un especial de televisión de Periodismo para todos en marco de nuevas noticias sobre el caso de Lázaro Báez sobre La ruta del dinero K, que involucra entre otros, a la expresidenta de la Nación, Cristina Fernández de Kirchner.

### «El K-jero»
Fue el primer especial tras el final del programa en diciembre de 2015, que se emitió el domingo 20 de marzo de 2016 por la pantalla de Canal 13. Dicha emisión, siguió con la temática del programa, y se basó en nuevas novedades sobre el caso de corrupción en el país que envuelve a los empresarios Lázaro Báez y Cristóbal López entre otros, durante la presidencia de Cristina Fernández de Kirchner.
Desarrollo
El programa se preparó tras hechos que sucedieron en los últimos días con la aparición de las imágenes —en Telenoche— de cómo contaban millones de dólares en La Rosadita. Esto había sido denunciado por el periodista y su equipo en un informe al que se lo tituló La ruta del dinero K que tuvo mucha repercusión en todos los medios del país, a mediados de 2013.
Jorge Lanata abrió el programa con su habitual editorial en el que criticó el accionar de los empresarios López y Báez entre otros, a los que vinculó con la expresidenta de la nación, Cristina Fernández de Kirchner, y fue mostrado un tape con comentarios y declaraciones de otros periodistas —como Jorge Rial, Luis Ventura y Daniel Tognetti— que se dieron en programas como 6, 7, 8, TVR: Televisión registrada y Duro de domar sobre el caso en cuestión en el que discernían con los informes presentados.
Luego, el conductor fue presentando a los distintos periodistas que formaban parte regularmente del programa, los cuales fueron dando información acerca de las imágenes que fueron difundidas. En primer lugar, Mariel Fitz Patrick habló sobre las declaraciones juradas que había presentado Martín Báez, hijo de Lázaro Báez, quien también está implicado en la causa, comentando cuales fueron sus últimas transacciones económicas e inmobiliarias. Luego, fue mostrado otro tape de una entrevista que salió al aire días atrás en el programa Animales Sueltos en el que Alejandro Fantino habló con Federico Elaskar —dueño en ese momento de La Rosadita— el que reconoció que "se va a ver desfilar a media Casa Rosada por La Rosadita" y además respecto a cuando volvió para atrás con su declaración (habló en la primera emisión de PPT de 2013 y días después dijo que había mentido) comentó: "Yo en lo de Lanata aparecí porque no me pagaron nunca nada y no los denuncié, porque, con todo respeto a la familia de Nisman, mirá lo que le pasó a él".
Tras las imágenes de la entrevista, se mostró a Lanata hablando por teléfono con Leonardo Fariña (único detenido de los implicados), que al igual que Elaskar, salió en la primera edición de esa temporada y luego desmintió los dichos, los que inmortalizó con la frase «El señor Lanata quería ficción, yo le di ficción». En la conversación telefónica, Fariña le pidió disculpas al periodista y afirmó que iba a contar toda la verdad, para ayudar a la Justicia a esclarecer los hechos.
El programa se inclinó en detallar y mostrar las empresas de López (parte del Grupo Indalo) y de Báez (construcción y obra pública) con un informe que incluyó testimonios de periodistas, políticos y empresarios locales en las ciudades de cada uno. Rodrigo Alegre fue quien entrevistó para el informe y luego lo analizó con Lanata. Seguido a eso, Luciana Geuna comentó datos acerca de la actual situación económica de López respecto a sus deudas con el organismo fical AFIP. Nicolás Wiñaski amplió la información con datos asociados a los Kirchner.
Al hablar del socio de López, Fabián De Souza, se escucharon testimonios de varias personas, entre ellas la Mariana Zuvic, actual Diputada por el Parlasur por Cambiemos. Luego el conductor habló en vivo sobre las denuncias con Elisa Carrió quien brevemente se expandió en el tema.
Audiencia y recepción
La edición especial logró un índice de audiencia de 19.6 puntos según la medidora Kantar Ibope Media, con picos de casi 21 puntos, siendo el segundo programa más visto del día detrás de la transmisión de Boca contra Lanús por Telefe, ganando su franja por casi diez puntos. Respecto a la última emisión de PPT, significó un aumento de 0.2 puntos. Por otro lado, la medidora local PASCAL Sifema informó que el especial marcó en sus casi dos horas 17.2 de índice de audiencia, con 54,6% de share. 
Durante toda la emisión se mostró en la esquina superior izquierda de la pantalla el hashtag "#DondeLaTienen" que representó la temática central. A pocos minutos de que el programa comenzara, se volvió trending topic mundial en Twitter, alcanzando al finalizar el día y pasada medianoche una repercusión en impresiones de casi tres millones y medio en los tuits.
Repercusiones
Tras los dichos del conductor en su editorial, algunos de los periodistas señalados respondieron a través de la red social Twitter. Por un lado, Luis Ventura y Julia Mengolini resaltaron las diferencias en los estilos de vida que los diferencia de Lanata, haciendo comentarios sobre las propiedades de éste en el exterior. Por otro lado, Jorge Rial se mostró conciliador, al decir que el tema estaba cerrado y que se "había aclarado en su momento".

## Premios y nominaciones

### Premios Martín Fierro
| 2012 | Mejor programa periodístico        | Periodismo para todos | Ganador  |
| 2012 | Producción integral                | Periodismo para todos | Nominado |
| 2012 | Mejor labor periodística masculina | Jorge Lanata          | Ganador  |
| 2012 | Mejor labor humorística            | Fátima Florez         | Ganadora |
| 2013 | Mejor programa periodístico        | Periodismo para todos | Ganador  |
| 2013 | Producción integral                | Periodismo para todos | Nominado |
| 2013 | Mejor labor periodística masculina | Jorge Lanata          | Ganador  |
| 2013 | Mejor labor periodística femenina  | Luciana Geuna         | Nominada |
| 2014 | Mejor programa periodístico        | Periodismo para todos | Ganador  |
| 2014 | Mejor labor periodística masculina | Jorge Lanata          | Ganador  |
| 2014 | Mejor labor periodística femenina  | Luciana Geuna         | Ganadora |
| 2014 | Mejor labor humorística            | Fátima Flórez         | Ganadora |
| 2014 | Producción integral                | Periodismo para todos | Nominado |
| 2015 | Mejor programa periodístico        | Periodismo para todos | Ganador  |
| 2015 | Mejor labor periodística masculina | Jorge Lanata          | Ganador  |
| 2015 | Mejor labor periodística femenina  | Mariel Fitz Patrick   | Nominada |
| 2015 | Producción integral                | Periodismo para todos | Ganador  |
| 2015 | Martín Fierro de Oro               | Jorge Lanata          | Ganador  |
| 2016 | Mejor programa periodístico        | Periodismo para todos | Nominado |
| 2016 | Mejor labor periodística femenina  | Luciana Geuna         | Ganadora |
| 2016 | Mejor cronista / movilero          | Ignacio Otero         | Ganador  |
| 2016 | Producción integral                | Periodismo para todos | Nominado |
| 2017 | Mejor programa periodístico        | Periodismo para todos | Nominado |
| 2021 | Periodístico                       | Periodismo para todos | Nominado |
| 2021 | Labor periodística masculina       | Jorge Lanata          | Ganador  |

### Premios Tato
| 2012 | Mejor programa periodístico  | Periodismo para todos                               | Ganador   |
| 2012 | Producción en no ficción     | Periodismo para todos                               | Nominado  |
| 2012 | Labor periodística masculina | Jorge Lanata                                        | Ganador   |
| 2012 | Arte e imagen en no ficción  | Edgardo Bonelli                                     | Nominado  |
| 2013 | Labor periodística masculina | Jorge Lanata                                        | Ganador   |
| 2013 | Dirección en no ficción      | Luis Barros                                         | Ganador   |
| 2013 | Producción de no ficción     | Periodismo para todos                               | Ganador   |
| 2013 | Mejor programa periodístico  | Periodismo para todos                               | Ganador   |
| 2013 | Programa del año             | Periodismo para todos                               | Ganador   |
| 2013 | Labor periodística           | Nicolás Wiñazki                                     | Nominado  |
| 2013 | Arte e imagen en no ficción  | Edgardo Bonelli                                     | Nominado  |
| 2015 | Mejor programa periodístico  | Periodismo para todos                               | Nominado  |
| 2015 | Mejor producción             | Periodismo para todos                               | Nominado  |
| 2015 | Labor periodística masculina | Jorge Lanata                                        | Ganador   |
| 2015 | Labor periodística           | Nicolás Wiñazki                                     | Nominado  |
| 2015 | Mejor edición en no ficción  | Félix Villaverde, Carlos Christiansen y Daniel Díaz | Ganadores |
| 2016 | Mejor programa periodístico  | Periodismo para todos                               | Ganador   |
| 2016 | Dirección en no ficción      | Luis Barros                                         | Nominado  |
| 2016 | Conducción periodística      | Jorge Lanata                                        | Nominado  |
| 2016 | Mejor edición en no ficción  | Félix Villaverde, Carlos Christiansen y Daniel Díaz | Nominado  |
| 2016 | Arte en no ficción           | Christian Ghielmetti                                | Nominado  |
| 2017 | Mejor programa periodístico  | Periodismo para todos                               | Nominado  |
| 2017 | Dirección en no ficción      | Luis Barros                                         | Nominado  |
| 2017 | Conducción periodística      | Jorge Lanata                                        | Nominado  |
| 2017 | Mejor edición en no ficción  | Félix Villaverde, Carlos Christiansen y Daniel Díaz | Nominado  |

### Otros galardones
| Premios Fund TV                              | Premios Fund TV                              | Premios Fund TV       | Premios Fund TV | Premios Fund TV | Premios Fund TV | Premios Fund TV | Premios Fund TV | Premios Fund TV | Premios Fund TV | Premios Fund TV | Premios Fund TV |
| Año                                          | Categoría                                    | Receptor              | Resultado       |                 |                 |                 |                 |                 |                 |                 |                 |
| -------------------------------------------- | -------------------------------------------- | --------------------- | --------------- | --------------- | --------------- | --------------- | --------------- | --------------- | --------------- | --------------- | --------------- |
| 2013                                         | Programa Periodístico de Actualidad política | Periodismo para todos | Ganador         |                 |                 |                 |                 |                 |                 |                 |                 |
| 2014                                         | Programa Periodístico de Opinión             | Periodismo para todos | Ganador         |                 |                 |                 |                 |                 |                 |                 |                 |
| 2014                                         | Premio Extraordinario                        | Periodismo para todos | Ganador         |                 |                 |                 |                 |                 |                 |                 |                 |
| 2015                                         | Programa Periodístico de Actualidad política | Periodismo para todos | Ganador         |                 |                 |                 |                 |                 |                 |                 |                 |
| 2016                                         | Programa Periodístico de Opinión             | Periodismo para todos | Ganador         |                 |                 |                 |                 |                 |                 |                 |                 |
| Premios Emmy Internacional (internacional)   |                                              |                       |                 |                 |                 |                 |                 |                 |                 |                 |                 |
| 2014                                         | Temas de la actualidad: La ruta del dinero K | Periodismo para todos | Nominado        |                 |                 |                 |                 |                 |                 |                 |                 |
| New York Festival (internacional)            |                                              |                       |                 |                 |                 |                 |                 |                 |                 |                 |                 |
| 2014                                         | Medalla de Plata: La ruta del dinero K       | Periodismo para todos | Ganador         |                 |                 |                 |                 |                 |                 |                 |                 |
| Premios FOPEA (Foro de Periodismo Argentino) |                                              |                       |                 |                 |                 |                 |                 |                 |                 |                 |                 |
| 2014                                         | Medios audiovisuales: La ruta del dinero K   | Periodismo para todos | Ganador         |                 |                 |                 |                 |                 |                 |                 |                 |